# Геролсхајм
Геролсхајм (њем. Gerolsheim) општина је у њемачкој савезној држави Рајна-Палатинат. Једно је од 48 општинских средишта округа Бад Диркхајм. Према процјени из 2010. у општини је живјело 1.680 становника. Посједује регионалну шифру (AGS) 7332021.

## Географски и демографски подаци
Геролсхајм се налази у савезној држави Рајна-Палатинат у округу Бад Диркхајм. Општина се налази на надморској висини од 104 метра. Површина општине износи 4,8 km². У самом мјесту је, према процјени из 2010. године, живјело 1.680 становника. Просјечна густина становништва износи 349 становника/km².